# Воскресный обед

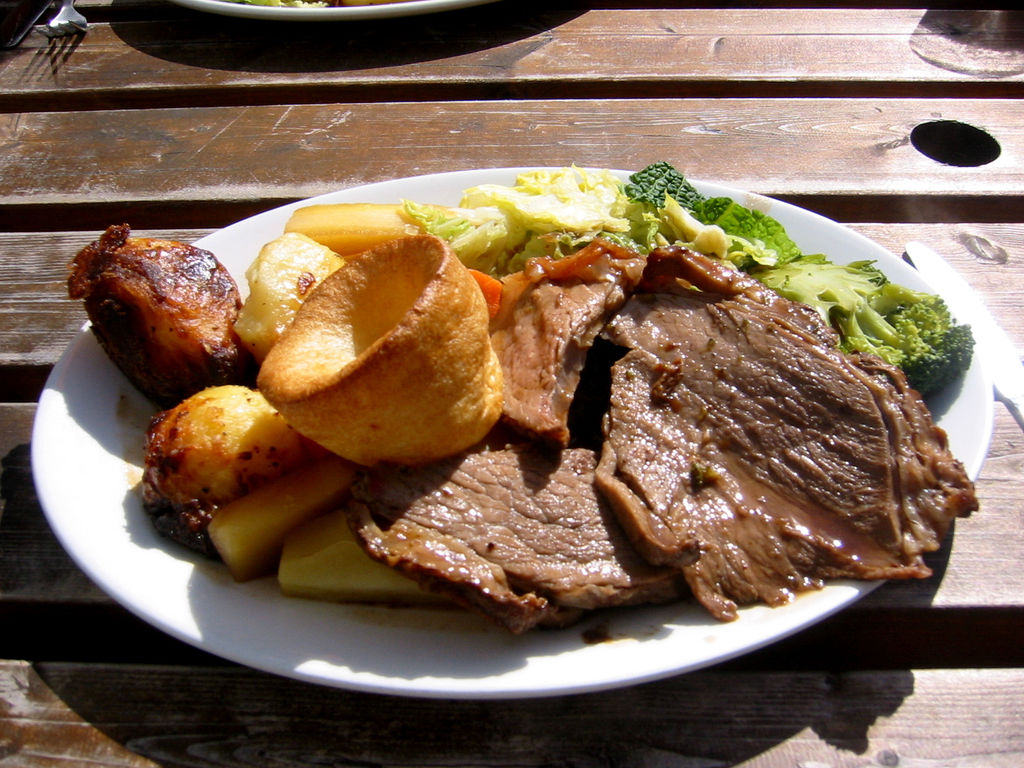
Воскресный обед: ростбиф, жареный картофель, другие овощи и йоркширский пудинг

Воскресный обед (англ. Sunday roast) — традиция в Великобритании подавать основное блюдо (как правило, во второй половине дня, в обед) из жареного мяса, жареного картофеля или картофельного пюре с гарниром, таким как йоркширский пудинг, овощи, различные начинки, подливки и соусы.
Он популярен в Великобритании, США, Канаде, Австралии, Новой Зеландии и Ирландии. Другие его названия — воскресное жаркое, воскресный ужин, воскресный чай или даже воскресные кости (имеются в виду мясные кости). Еда часто сопоставима с «облегчённым» вариантом рождественского обеда в британской культуре.

## Происхождение
Есть минимум две точки зрения на происхождение этой традиции. По одной из них, она берёт своё начало из Йоркшира времён Промышленной революции, когда семьи утром — перед походом в церковь — оставляли в духовке кусок мяса, который был готов к употреблению, когда они возвращались домой в обеденный перерыв. Согласно другой, традиция восходит к средневековым временам, когда крепостные крестьяне работали шесть дней в неделю. Затем в воскресенье после церковной службы они шли в поле упражняться в боевом искусстве, после чего жарили волов на вертеле.

## Традиционные блюда обеда

### Мясо
Типичное мясо, используемое для воскресного обеда, — говядина, курица, баранина или свинина, хотя это может быть и утка, гусь, индейка, дичь или даже ветчина.

### Овощи
Воскресный обед может быть подан вместе с рядом отварных, тушёных или жареных овощей. В зависимости от времени года и региона страны к столу могут подаваться разные овощи, но, как правило, всегда включают жареный картофель, пожаренный на животном жиру (в последнее время так почти не делают из-за нездорового характера такой пищи) или на растительном масле, а также соус, сделанный из сока жарящегося мяса. В качестве дополнения можно использовать бульонный кубик, бисто, ру или кукурузную муку. Часто на мясо, пока оно готовится, кладутся куски бекона, чтобы оно не было жёстким и впитало в себя мясной сок. Картофель жарится обязательно вместе с мясом для впитывания его сока и жира. Однако некоторые повара предпочитают готовить картофель и йоркширский пудинг в духовке.
Другие овощные блюда, подаваемые к воскресному обеду, включают в себя пюре из брюквы или репы, жареный пастернак, варёную или пареную капусту, брокколи, зелёные бобы и варёные морковь и горох. Иногда могут подаваться также цветная капуста с сыром и краснокочанная капуста, но эти блюда являются сезонными. В Австралии популярна к воскресному обеду тыква, в Новой Зеландии — сладкий картофель.

### Гарнир
Традиционный гарнир включает в себя:
- для говядины — йоркширский пудинг, пудинг с нутряным жиром[англ.], английская горчица, хрен;
- для свинины — шкварки, начинка из шалфея и лука[англ.], яблочное пюре, английская горчица;
- для баранины — мятный соус или желе из красной смородины[англ.];
- для курицы — сосиски в тесте, сосиски, начинка, хлебный соус, яблочное пюре или клюквенный соус[англ.].

## Приготовление
Воскресный обед требует значительного таланта, опыта и мастерства для качественного приготовления, чтобы все отдельные элементы обеда были приготовлены максимально качественно, особенно если к столу собирается большое количество гостей.
Оставшаяся с воскресного обеда еда традиционно служит основой для блюд, подаваемых на неделе. Например, мясо используется для сэндвичей, баранина — в качестве начинки для пастушьего пирога, а овощи могут стать основой для жаркого из капусты и картофеля.

## Воскресный обед в пабах
Многие британские пабы включают в свои меню воскресный обед по воскресеньям: как правило, он состоит из различных видов мяса и значительного количества вегетарианской пищи, такой как жареный орех. Зачастую этот обед стоит дешевле, нежели другие блюда, подаваемые по воскресеньям.